# 박선준 (1978년)
박선준(朴宣俊, 1978년 6월 28일 ~ )은 대한민국의 제11대 전라남도의원이다.

## 학력
- 녹동국민학교 입학
- 언주초등학교 졸업
- 언남고등학교 졸업
- 경희호텔경영전문대학 조리과 졸업

## 경력
- 녹동청년회의소 회장
- 한국청년회의소 위원장
- 법무부 법사랑 고흥군 지구협의회 위원
- 민주평화통일자문회의 고흥군협의회 청년위원장
- 도양읍 체육회 이사
- 도양읍 번영회 대의원
- 더불어민주당 전남도당 고흥군·보성군·장흥군·강진군 지역위원회 청년위원장
- 더불어민주당 전남도당 부청년위원장
- 2021.04 ~ 2022.06 제11대 전라남도의회 의원
  - 2021.04 ~ 2022.06 제11대 전라남도의회 후반기 안전건설소방위원회 위원
- 2022.07 ~ : 제12대 전라남도의회 의원

## 역대 선거 결과
|  | 53.34% |

|  | 53.66% |